# Famille von Bassewitz
 (janvier 2025).
Si vous disposez d'ouvrages ou d'articles de référence ou si vous connaissez des sites web de qualité traitant du thème abordé ici, merci de compléter l'article en donnant les références utiles à sa vérifiabilité et en les liant à la section « Notes et références ».
La famille von Bassewitz est une famille ancienne de la noblesse du Mecklembourg dont les racines sont à l'ouest de Gnoien dans le village de Basse qui appartient aujourd'hui à la commune de Lühburg. Basse dans le vocabulaire de la chasse en allemand se traduit par cochon, c'est-à-dire dans le langage commun de sanglier âgé. C'est pourquoi un sanglier apparaît dans les armoiries de la famille.

## Historique

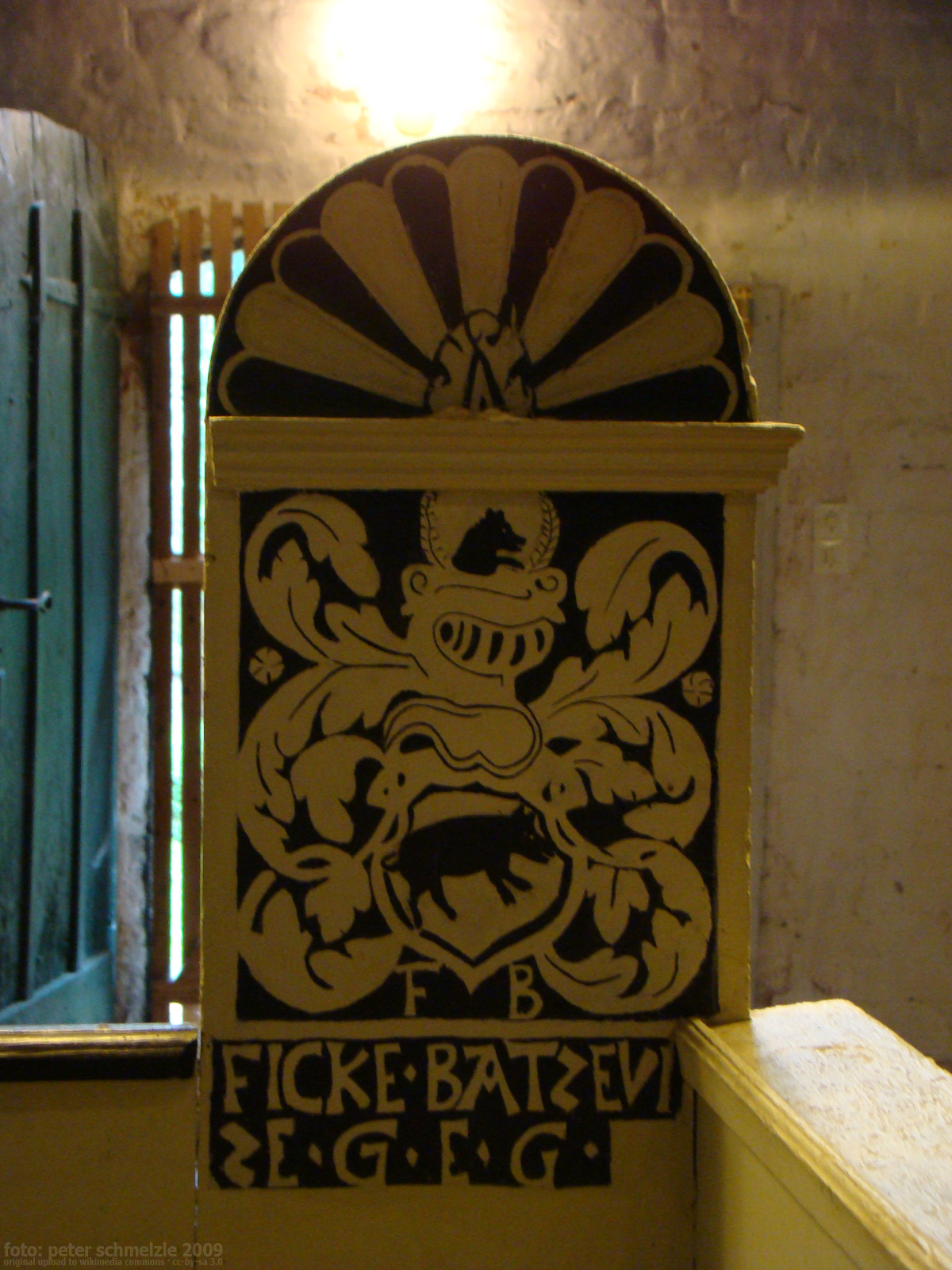
Armes des Bassewitz à l'église de Basse (XVIe siècle)

L'origine de la famille remonte au moins à 1254 avec un certain Bernhardus de Bassewicze et en 1308 avec un Heinrich von Bassewitz. Un autre membre de la famille, Gherardus Basseuitze, en mentionné dans un document du 3 octobre 1341. La famille se divise en deux branches au XIVe siècle, la branche mecklembourgeoise qui se met au service des ducs de Mecklembourg, et la branche de la principauté wende à l'est du Mecklembourg actuel. C'est cette dernière qui possède en fief les domaines de Basse, Dalwitz et Prebberede. L'ancêtre de ses deux branches est Hans von Bassewitz, mort en 1397, et seigneur de Hohenluckow.
La lignée wende comprend Henning Friedrich von Bassewitz (1680-1749) qui se met au service diplomatique du duc Charles-Frédéric de Holstein-Gottorp et est élevé au titre de comte du Saint-Empire romain germanique en 1729. Il est aussi conseiller secret de l'Empire russe et grand maréchal de la cour du duc de Mecklembourg-Schwerin. Ses domaines sont dans l'actuelle Estonie et dans l'actuelle Lituanie, ainsi que dans le Holstein. Quatre de ses descendants deviennent ministres-présidents ou présidents du conseil secret du Mecklembourg. 

### Bassewitz-Levetzow
Cette branche prussienne de la famille relève les armes et les titres de la famille von Levetzow avec le fideicommis de Kläden, le 2 octobre 1869, pour le comte Karl von Bassewitz à Baden-Baden. Son fils et héritier, le comte Bernhard von Bassewitz-Levetzow, est confirmé dans les registres de la noblesse à Berlin le 7 novembre 1884. Le dernier à porter ce nom est le comte Georg Werner von Bassewitz-Levetzow.

### Bassewitz-Schlitz
Cette lignée est issue du comte Heinrich von Bassewitz qui reçoit le droit du grand-duché de Mecklembourg-Schwerin en 1823 d'ajouter les titres et armes de comte von Schlitz et de baron von Labes, en tant que gendre et héritier du comte Hans von Schlitz, baron von Labes et bâtisseur du château Schlitz (de) dans le Mecklembourg.

## Personnalités

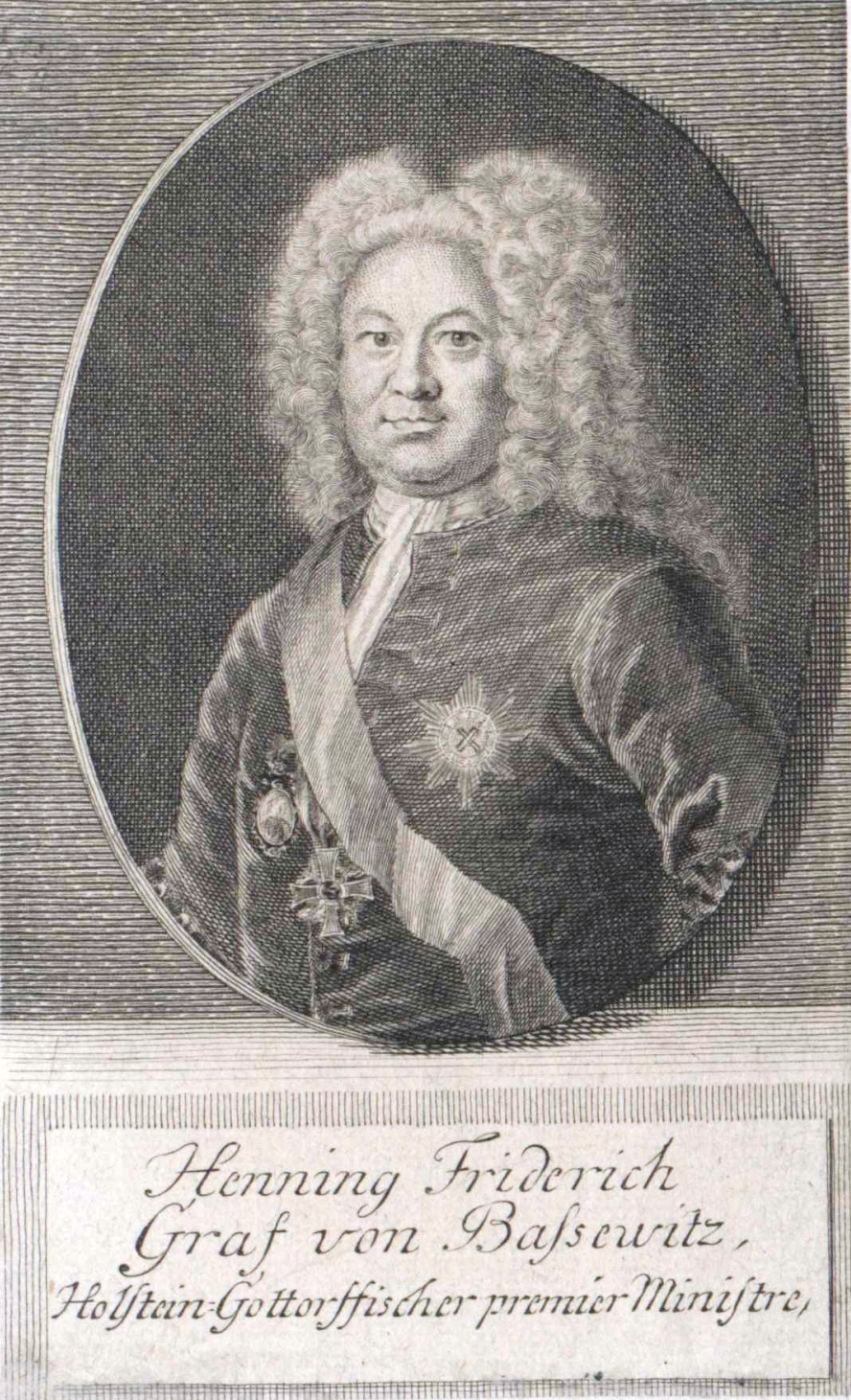
Portrait du comte Henning Friedrich von Bassewitz

- Comte Henning Friedrich von Bassewitz (de) (1680-1749), comte d'Empire, conseiller secret de l'Empire russe et du Saint-Empire romain germanique, président du conseil secret du Holstein-Gottorp, etc. seigneur de Poll, Prebberede, Jahmen, Grieve, etc.
- Joachim Otto von Bassewitz (de) (1686-1733), conseiller secret, président de la Chambre et récipiendaire de l'ordre de Saint-Alexandre-Nevski
- Sabine von Bassewitz (de) (1716-1790), femme de lettres et fille du précédent
- Friedrich Magnus von Bassewitz (1773-1858), président du district de Potsdam de 1810 à 1848, haut président de la province de Brandebourg de 1825 à 1840
- Comte Henning von Bassewitz (de) (1814-1885), ministre d'État du grand-duché de Mecklembourg-Schwerin et membre de la constituante du Reichstag de la confédération de l'Allemagne du Nord
- Comte Carl von Bassewitz-Levetzow (de) (1855-1921), président du ministère d'État du grand-duché de Mecklembourg-Schwerin
- Gerdt von Bassewitz (de) (1878-1923), de la branche Hohenluckow, écrivain
- Comtesse Ina-Maria von Bassewitz (1888-1973), épouse du prince Oscar de Prusse
- Comte Georg-Henning von Bassewitz-Behr (1900-1949), général de la Waffen-SS sur le front russe
- Horst von Bassewitz (de) (1932-), architecte

## Domaines de la famille
- Domaine de Bristow de 1845 à 1945

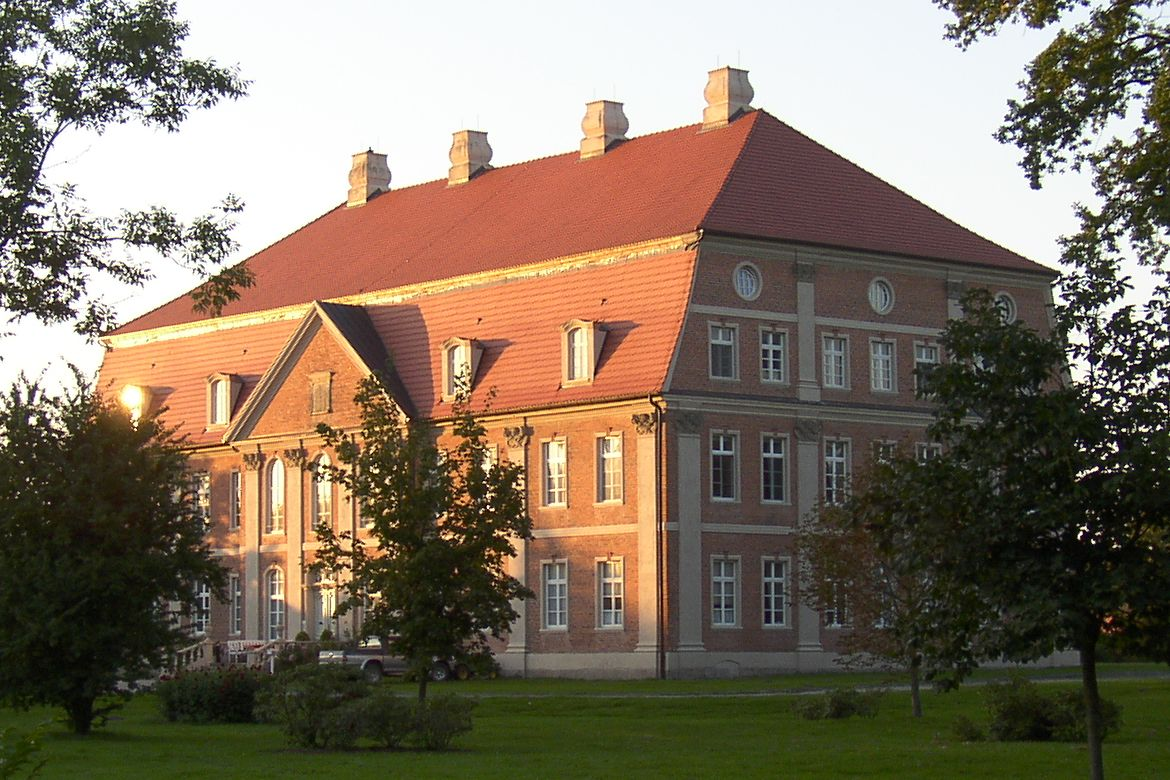
Vue du

- Manoir de Poll, dans la paroisse de St. Jakobi (Wierland), aujourd'hui Põlula en Estonie dans le Virumaa occidental, en possession avant 1765
- Château de Prebberede (de), en possession de 1772 à 1945
- Château Schlitz (de), en possession de 1831 à 1931
- Château d'Ulrichshusen en possession de 1929 à 1945